# Templo romano de Córdoba

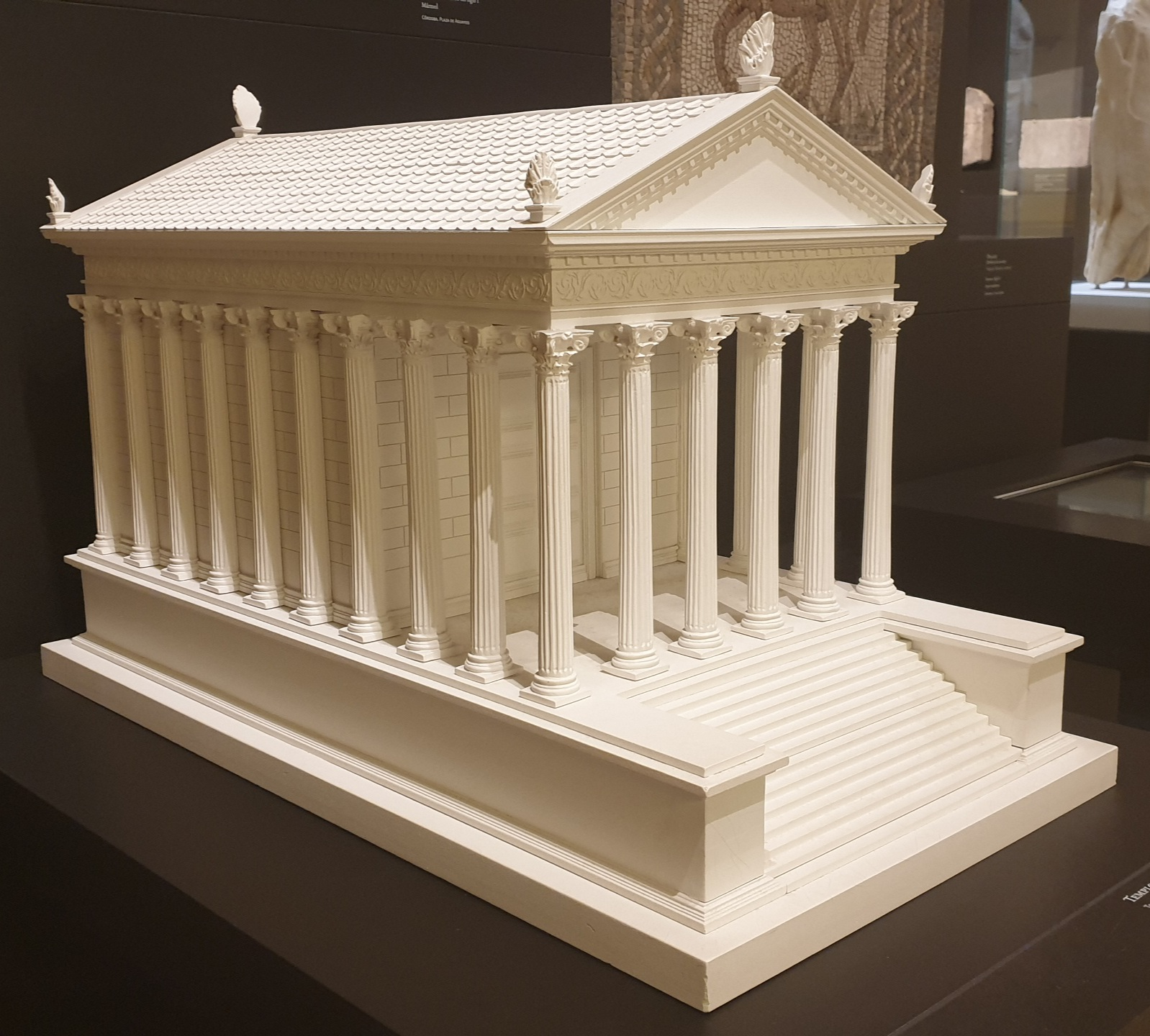
Maqueta de la reconstrucción del Templo romano de Córdoba.

El templo romano de Córdoba está ubicado en la ciudad de Córdoba, en España, y fue descubierto en 1951 durante la ampliación del ayuntamiento. Se encuentra situado en el ángulo formado por las calles Claudio Marcelo y Capitulares. No es el único templo que tuvo la ciudad, pero sí fue posiblemente el más importante de todos, así como el único conocido por excavación arqueológica. Es un templo pseudoperíptero, hexástilo y de orden corintio de 32 metros de largo por 16 de ancho.
El 29 de mayo de 2007 el Consejo de Gobierno de la Junta de Andalucía declaró el conjunto Bien de Interés Cultural. Tras varios años de obras de restauración y accesibilidad, el templo fue abierto al público el 19 de junio de 2025.

## Historia
Su construcción se comenzó durante el gobierno del emperador Claudio (r. 41-54) y se terminó unos cuarenta años después, durante el reinado del emperador Domiciano (r. 81-96), momento en el que se le dota de agua a través del acueducto Aqua Nova Domitiana Augusta. Sufrió algunas modificaciones en el siglo II, reformas que parecen coincidir con el cambio de ubicación del foro colonial que se traslada al entorno del actual convento de Santa Ana. En primer lugar, se abandonó el circo romano y fue utilizado como cantera y arrasado hasta sus cimientos, así como se desmanteló todo el pavimento de la plaza intermedia; mientras que el templo y su plaza sobrevivieron hasta los primeros años del siglo IV.

### Plaza porticada
Esta zona de Córdoba pudo constituirse entre el siglo I y el siglo II, como el foro provincial de la Colonia Patricia, título que recibió la ciudad durante la dominación romana. El templo se situó en el límite de la Colonia Patricia, en la zona donde se ubicaba parte del lienzo oeste de la muralla. Las construcciones del interior, al igual que el lienzo de muralla, fueron destruidos para levantar el templo. El terreno fue allanado, creándose una terraza artificial donde se dispuso una plaza, de una anchura de 77 metros, en medio de la cual se dispuso el templo. La plaza estaba cerrada en tres de sus lados: el norte, este y sur, y así lo indican los restos encontrados bajo el edificio situado en la esquina de Claudio Marcelo con Diario Córdoba, mientras que la oeste quedaba abierta para conectar visualmente con el circo. Algunos estudios sugieren que entre ambas zonas existía una terraza intermedia que interconectaría ambos espacios. Aunque no se tienen datos documentales, la situación del templo en la plaza porticada abierta al circo, ha llevado a los investigadores a identificar el templo como parte del conjunto dedicado al culto imperial, esto es, a los emperadores romanos divinizados.  

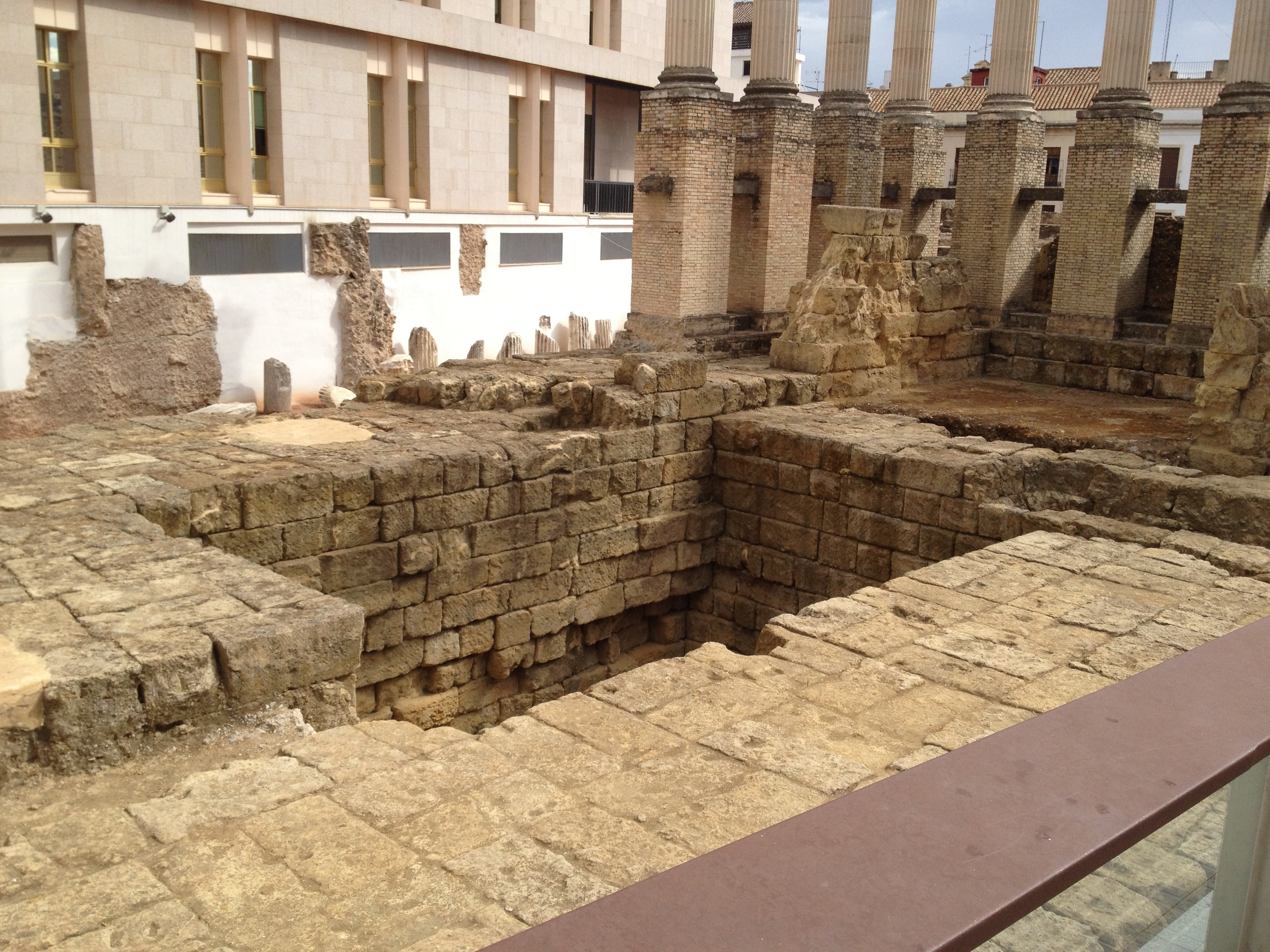
Interior del templo.

## Excavaciones
Las primeras evidencias se remontan al año 1576, cuando el alcalde Francisco Zapata y Cisneros adquirió casas adosadas a la muralla para la construcción del nuevo ayuntamiento y cuya denominación de «Los Marmolejos» ya sugería la existencia de algún complejo marmóreo. Los variados testimonios hablan de piezas halladas desde el inicio de las obras del edificio en 1594. Aunque algunos autores como Francisco Pérez Bayer pusieron de manifiesto estos descubrimientos ya en el siglo XVIII, no se procedió a una investigación arqueológica hasta el siglo XX.

#### Descubrimiento en 1951
En verano de 1951 en unas obras que pretendían ampliar el edificio de las casas consistoriales, encontraron restos de fustes, columnas y capiteles romanos, por lo que se detuvo la obra. El entonces alcalde Antonio Cruz Conde, incapaz de proseguir las excavaciones con el presupuesto municipal, pidió subvenciones al Estado. Así pues, el director general de Bellas Artes, Antonio Gallego Burín, concedió una pequeña ayuda de 82.000 pesetas. Las excavaciones fueron encargadas a Samuel de los Santos, director del Museo Arqueológico de Córdoba, y el arqueólogo Félix Hernández. La interpretación de los restos que iban siendo descubiertos, que fueron identificados por la Comisión de Monumentos como «templo romano» en 1953, fue realizada por el arqueólogo Antonio García Bellido, quien apoyó la reconstrucción del mismo en 1959. Debido a los datos obtenidos y a su similitud con la Maison Carrée de Nimes, Félix Hernández reconstruyó algunas estructuras descubiertas en anastilosis como las diez columnas de la pronaos, así como la primera columna del lado norte de la cella. La conservación del altar y el pavimento original frente al templo permitió calcular la altura aproximada de las columnas.

#### Excavaciones de los años 1980 y 1990
En 1985 volvieron a reanudarse las investigaciones gracias al arqueólogo José Luis Jiménez Salvador, en cuya campaña se descubrió el muro de separación entre el pronaos y la cella y se excavó el espacio interior del templo, que se encontraba hueco debido a que la anchura de los muros permitió a los ingenieros ahorrarse la utilización de piedra en esta zona. Entre 1986-87 se descubrió la longitud total del muro de la cella, así como una parte del muro oriental correspondiente al posticum (segundo acceso) del edificio.
Entre 1994 y 1995 Jiménez Salvador volvió a excavar en el complejo con la colaboración de la Gerencia de Urbanismo del Ayuntamiento de Córdoba. Se realizaron unos sondeos en un solar de la calle María Cristina que permitieron identificar los restos de la antigua muralla de época de la República romana. Asimismo, se descubrió que parte de este amurallamiento oriental había sido destruido parcialmente para la construcción del complejo religioso y su plaza porticada. En esta década también se encontraron restos de un circo romano frente al templo, aunque en una cota inferior, que estaría unido al templo por medio de una plaza intermedia. Este esquema de templo-plaza-circo también ha sido documentado en otras ciudades como Roma o Tarragona, por lo que se ha especulado con la posibilidad que este fuera el foro provincial de la Bética.

#### Últimas intervenciones

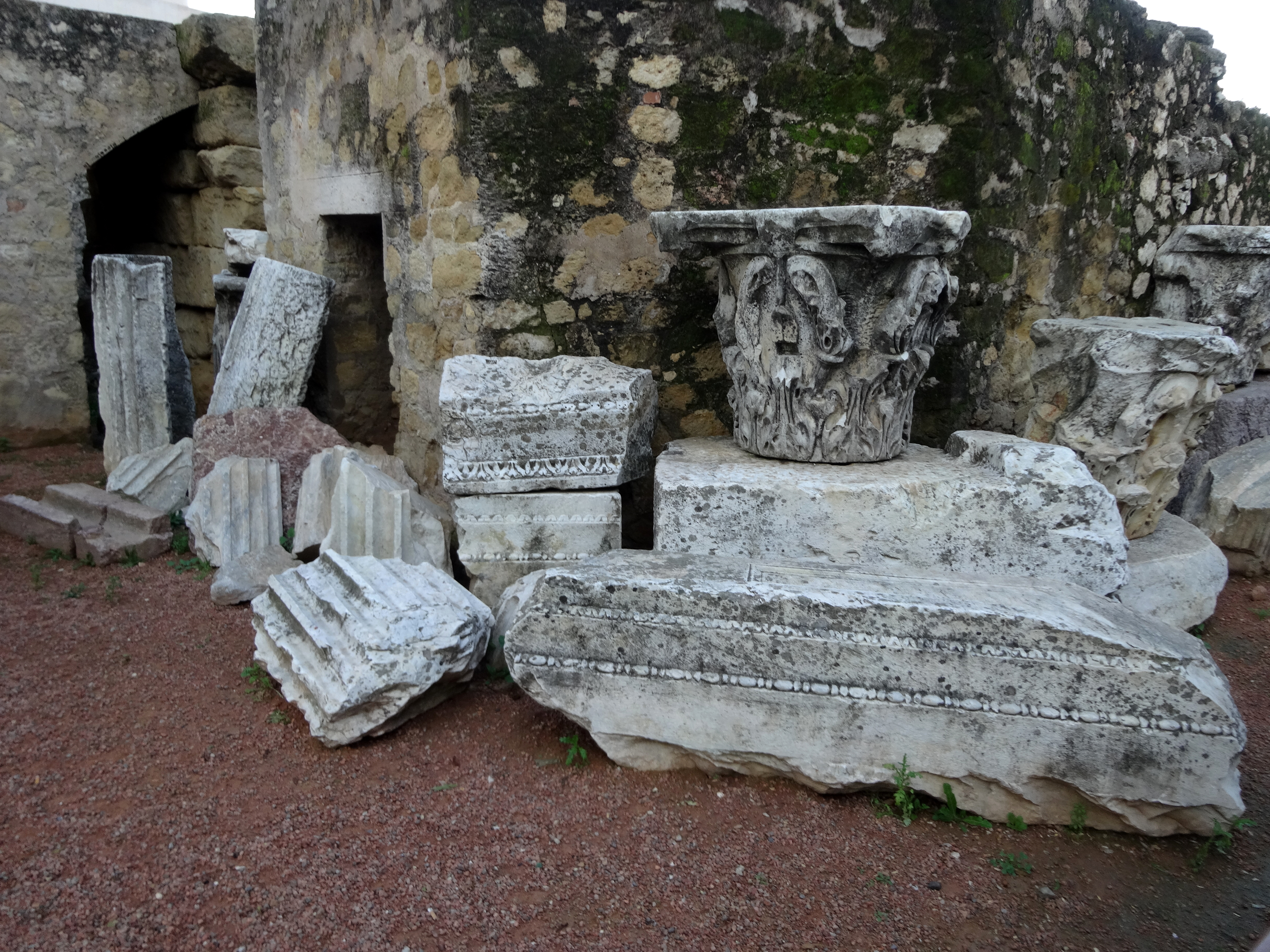
Capiteles, fustes y otros fragmentos del templo.

Entre 2001 y 2003 se realizaron excavaciones en la zona de las antérides, el sistema de contrafuertes promovido por Vitruvio, en el que se descubrieron algunos elementos escultóricos. En 2011 comenzaron las primeras obras de limpieza y restauración, así como la eliminación de la valla perimetral, que fue sustituida para mejorar la visibilidad exterior, y se iluminó el monumento. Estas intervenciones quedaron inauguradas el 3 de diciembre de 2013.

#### Apertura al interior del visitante
El 27 de marzo de 2017 se puso en marcha la primera fase del Plan Turístico, cuyos trabajos de restauración incluyeron la eliminación de la capa negra que cubría el monumento y adecentar la zona, quedando los trabajos finalizados el 31 de julio de 2017. La segunda fase fue adjudicada en abril de 2018, que incluía la creación de una plataforma que permita el acceso a la zona para visitas turísticas y la creación de un centro de interpretación. A pesar de que las obras comenzaron, a los pocos meses la empresa constructora entró en concurso de acreedores y el trabajo quedó en suspenso. Las obras no regresaron hasta diciembre de 2023, esperando su apertura al público el 19 de junio de 2025.

## Descripción
Se trata de un templo hexástilo de 9 metros de altura, ubicado sobre un pódium de 3,5 metros y estaba conformado por seis columnas en su fachada frontal y por diez columnas en cada uno de los laterales. Actualmente, los únicos restos que quedan del edificio son su cimentación, la escalera, el altar y algunos fustes de columnas y capiteles. Lo más destacado del conjunto son los cimientos: los que sustentaban el edificio propiamente dicho y los contrafuertes delanteros, dispuestos en forma de abanico y apoyados en un muro, parte del cual es actualmente visible en el Ayuntamiento, los cuales creaban un soporte para evitar que se desplazase por el peso del conjunto, construido completamente en mármol. Este tipo de sujeción recomendada por Vitruvio llamada antérides, no era frecuente en el Imperio, lo cual supone un valor añadido al conjunto cordobés. Las antérides junto a los masivos cimientos del templo nos hablan de la magnitud que debió tener, ampliamente visible desde la Vía Augusta, principal vía de entrada por el este, que corría paralela al circo. 
El material empleado fue casi exclusivamente mármol, desde las columnas a los muros, pasando por la cubierta y el entablamento. La calidad del mármol y la de la talla del mismo nos hablan de que su construcción fue llevada a cabo por artesanos con altísima cualificación, situando el resultado al nivel de los más bellos edificios del imperio. 
Alrededor pueden verse algunos fragmentos originales del templo, tales como piezas de tambores o capiteles. Otros restos fueron llevados al Museo Arqueológico y Etnológico de Córdoba para su mejor conservación, como algunos relieves que allí se exponen, y donde también se hallan algunos de sus capiteles, mientras que varios fustes de sus columnas se pueden observar en la plaza de las Doblas.